# Oscar Egg
Oscar Egg (2 de março de 1890, Schlatt, Suíça - 9 de fevereiro de 1961, Nice, França) foi um ciclista profissional da Suíça.

## Participações
- Tour de France 1914 : Vencedor da 4º e 5º etapa
- Giro d'Italia 1919 : Vencedor de uma etapa
- Record da Hora (União Ciclística Internacional) : 22 agosto de 1912 - 7 agosto de 1913; 21 agosto de 1913 - 20 setembro de 1913 e 18 agosto de 1914 - 25 de agosto de 1933.